# Big Planet Made娛樂
Big Planet Made娛樂（韓語：빅플래닛메이드엔터），簡稱BPM娛樂，是韓國的經紀公司，於2021年成立。

## 歷史

### 2021年
7月6日，Big Planet Made娛樂在韓國成立。
9月29日，與SISTAR出身的韶宥簽訂專屬合約，成为该公司旗下第一位艺人。2024年1月31日，專屬合約到期不續約。
10月6日，與GFRIEND出身的银河、信飞和严智簽訂專屬合約，宣布三人未来将以團體的形式再次出道並展开多样的活动，希望大家能持續给予支持和关爱，正式宣告新的出发。
10月27日，與許閣簽訂專屬合約。
10月29日，BPM娛樂宣佈與Million Market簽訂戰略合作業務協議，以及與Swing娛樂簽訂管理相關業務協議。
12月23日，與HOTSHOT、Wanna One出身的河成雲簽訂專屬合約。

### 2022年
2月9日，VIVIZ正式出道。
3月1日，與李茂珍簽訂專屬合約。
3月8日，與BE'O現有經紀公司FameUs合作，共同參與BE'O的製作和管理。
4月29日，與趙秀敏簽訂專屬合約。
5月3日，與Mighty Mouth簽訂專屬合約，為BPM娛樂旗下第一組雙人組合。
5月7日，與NU'EST出身的崔珉起簽訂專屬合約。

### 2024年
1月1日，Mighty Mouth在社群媒體上透露，他們已經離開公司。
1月26日，與編舞師Kany簽訂專屬合約。
3月18日，與李壽根簽訂專屬合約。
4月1日，與SHINee成員泰民簽訂專屬合約。
4月29日，與李昇基簽訂專屬合約。
6月3日，BADVILLAIN正式出道。

## 旗下藝人

### 歌手
| 入社年份 | 藝人       | 形式 | 成員                                             | 出道年份  | 粉絲名稱        |
| -------- | ---------- | ---- | ------------------------------------------------ | --------- | --------------- |
| 2021     | VIVIZ      | 組合 | Eunha、SinB、Umji                                | 2015/2022 | Na.V、Buddy     |
| 2021     | 河成雲     | 個人 | 不適用                                           | 2014      | HA:NEUL         |
| 2022     | 李茂珍     | 個人 | 不適用                                           | 2018      | Limo            |
| 2022     | BE'O       | 個人 | 不適用                                           | 2020      | 雨傘            |
| 2022     | 崔珉起     | 個人 | 不適用                                           | 2012      | L.O.Λ.E、민기적 |
| 2024     | 泰民       | 個人 | 不適用                                           | 2008      | TAEMate         |
| 2024     | BADVILLAIN | 組合 | EMMA、Chloe Young、HU'E、INA、YunSeo、Vin、KELLY | 2024      | 不適用          |

### 喜劇演員
| 入社年份 | 藝人   |
| -------- | ------ |
| 2024     | 李壽根 |

### 演員
| 入社年份 | 藝人   |
| -------- | ------ |
| 2024     | 李昇基 |

### 子公司

#### MILLION MARKET
- MC夢

#### BLACK MADE
- 龍俊亨

## 已離開藝人
| 入社年份 | 藝人         | 退社年份 |
| -------- | ------------ | -------- |
| 2022     | 趙秀敏       | 2022     |
| 2022     | MIGHTY MOUTH | 2023     |
| 2021     | 韶宥         | 2024     |
| 2021     | 許閣         | 2024     |

## 備註
1. ↑  所有成員已於2015年1月16日以GFRIEND名義出道。
2. ↑  於2022年三人以VIVIZ名義出道。
3. ↑  與FameUs共同管理。

## 外部連結
- Big Planet Made娛樂的官方網站
- Big Planet Made娛樂的Instagram帳戶
- Big Planet Made娛樂的X（前Twitter）
- YouTube上的Big Planet Made帳戶頻道
- YouTube上的Big Planet Made Staff帳戶頻道
- Big Planet Made娛樂的Facebook專頁
- Big Planet Made的官方NAVER POST
- FACT INVEST的官方網站